# Sân bay quốc tế Darwin

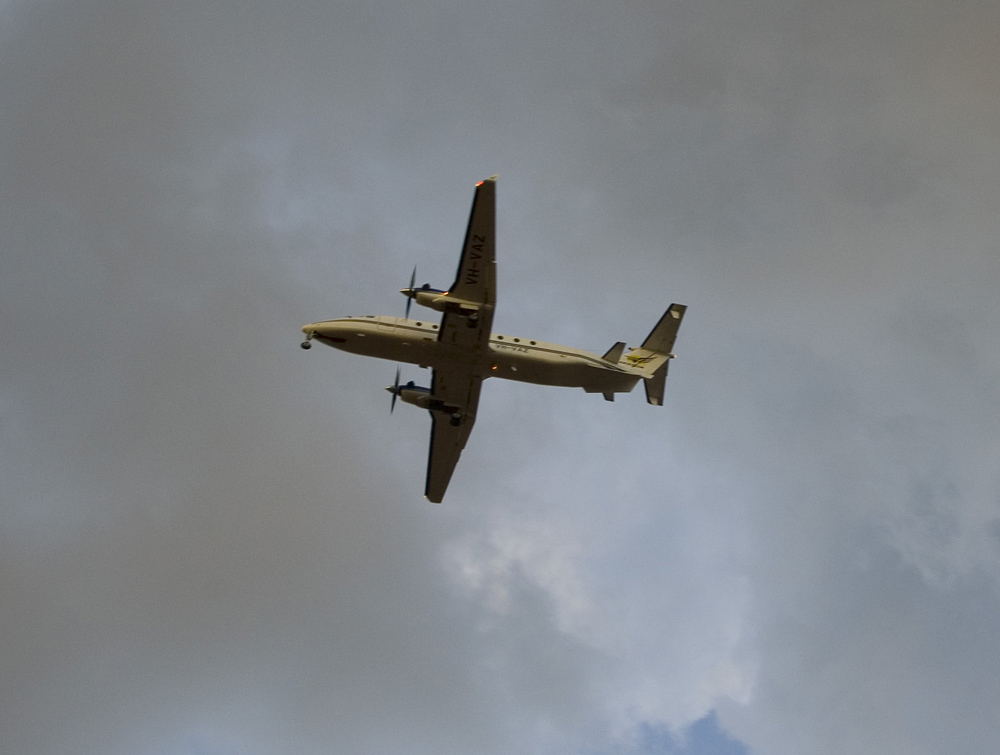
Vincent Aviation

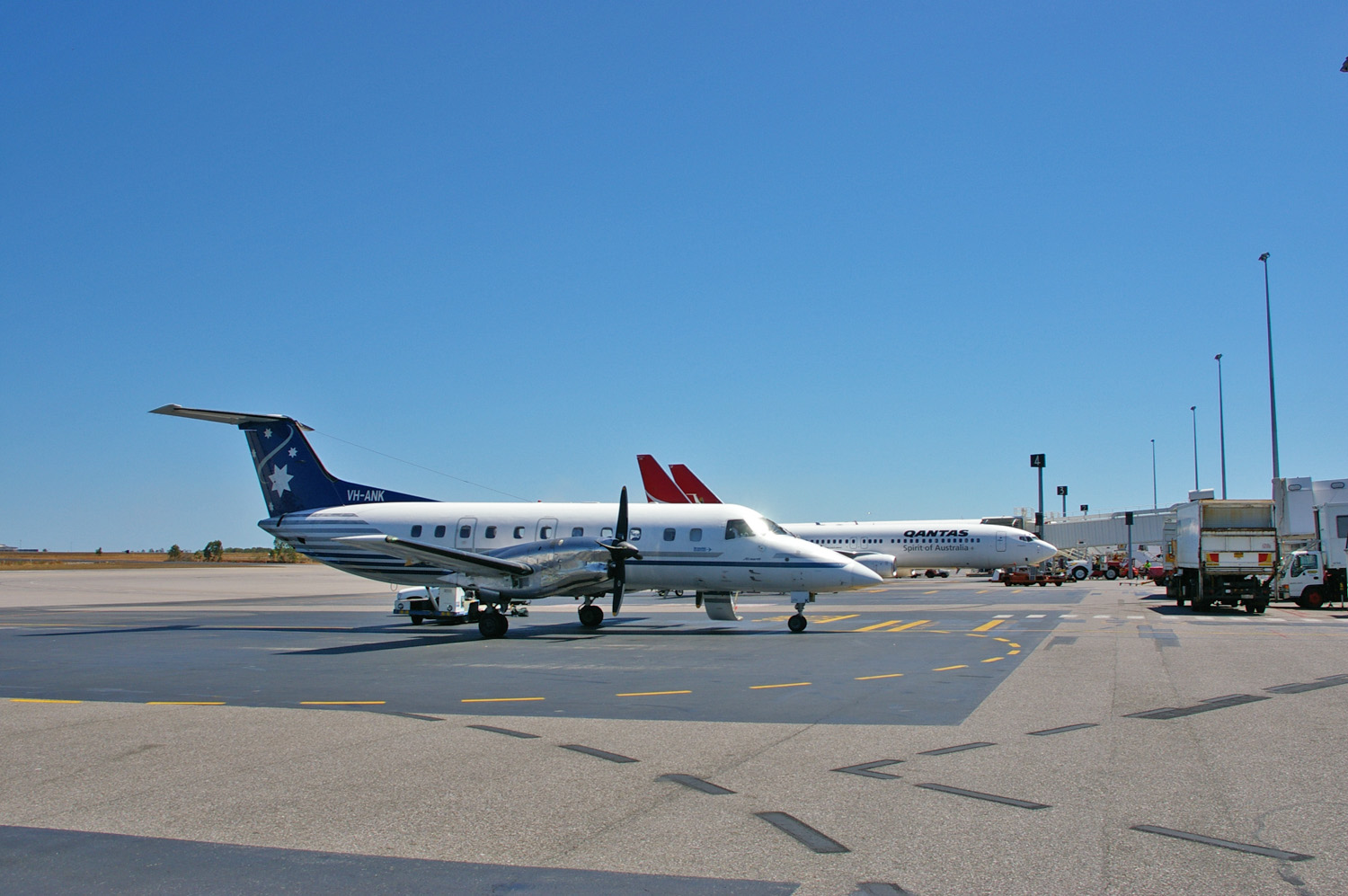
Darwin International Airport tarmac

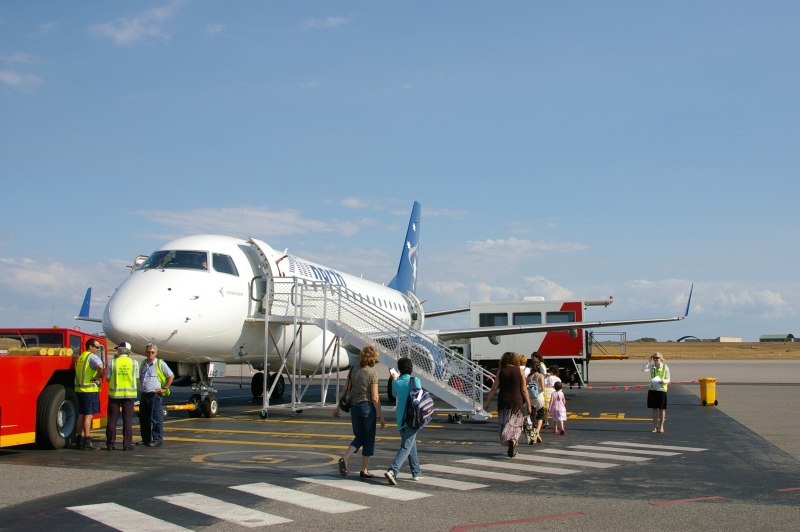
Máy bay Airnorth tại Darwin International Airport

Sân bay quốc tế Darwin (IATA: DRW, ICAO: YPDN) là sân bay phục vụ Darwin, Northern Territory, Australia. Sân bay này cách Darwin 13 km về phía đông bắc, ở ngoại ô Marrara. Sân bay này dùng chung đường băng với RAAF Base Darwin của Không lực hoàng gia Úc.
Sân bay này có một nhà gia chung cho nội địa và quốc tế. Sân bay này là điểm hạ cánh khẩn cấp của tàu con thoi không gian.
Trong giai đoạn 2005-06, có 1.219.378 lượt khách sử dụng sân bay này (trong đó 116.454 quốc tế và 1.019.870 lượt nội địa và 83.054 lượt khách vùng).
Hãng hàng không giá rẻ Jetstar Airways đã bày tỏ quan tâm phát triển sân bay này thành trung tâm để bay đi các tuyến châu Á, hãng dự kiến sử dụng máy bay Airbus A320 và Airbus A321 để bay đi các điểm cách Darwin 4 giờ bay. Hãng hàng không giá rẻ Tiger Airways cũng mong muốn chọn sân bay Darwin là trung tâm thứ hai của mình.

## Lịch sử
Năm 1919, khi cuộc đua hàng không Anh đến Úc được công bố, sân bay Darwin được thành lập ở ngoại ô Parap để hoạt động như điểm đến cuối ở Úc. Sân bay này vừa là sân bay dân dụng và sân bay quân sự.
Sân bay thường xuyên bị Nhật Bản đánh bom trong thế chiến 2, và được sử dụng bởi quân Đồng Minh cho lực lượng không quân vào Thái Bình Dương. Sân bay này đã là nơi hoạt động của Hudson Bombers, Kittyhawks, C-47s, B-24 Liberators, B-17 Fortresses và PBY Catalinas.
Năm 1945 Cục hàng không cho phép sân bay quân sự Darwin hiện hữu sẵn sàng cho mục đích hàng không dân dụng. Kết quả là, sân bay dân sự tại Parap đã đóng cửa sân bay và các hoạt động kết hợp với sân bay quân sự.
Từ năm 1950 và 1974 sân bay Darwin đóng vai trò như sân bay trong nước và quốc tế chính cho Lãnh thổ phía Bắc và dừng lại rất quan trọng đối với các hãng hàng không bay giữa Úc, châu Á và đến châu Âu. UTA, BOAC, Alitalia and Air India đã là một số hãng hàng không đã lên kế hoạch hoạt động bay đi và đến Darwin. Tuy nhiên sự ra đời của máy bay tầm dài hơn trong những năm 1970 các hãng hàng không có nghĩa là nhiều người không cần phải dừng chân ở Darwin, và do đó các hàng này đã quyết định dịch vụ.

## Các hãng hàng không và các tuyến điểm
| Airlines                                      | Điểm đến                                                                                                | Nhà ga  |
| --------------------------------------------- | --- | ------- |
| Airnorth nội địa                              | Broome, Elcho Island, Gove, Groote Eylandt, Kununurra, Maningrida, McArthur River, Perth                | nội địa |
| Airnorth quốc tế                              | Denpasar/Bali, Dili, Kupang                                                                             | quốc tế |
| Garuda Indonesia                              | Denpasar/Bali                                                                                           | quốc tế |
| Qantas nội địa - Jetstar Airways - QantasLink | Adelaide, Brisbane, Perth, Sydney - Adelaide, Brisbane, Cairns, Melbourne - Alice Springs, Cairns, Gove | nội địa |
| Qantas quốc tế - Jetstar Airways              | - Cairns, Thành phố Hồ Chí Minh                                                                         | quốc tế |
| Skywest                                       | Broome, Perth                                                                                           | nội địa |
| Tiger Airways Australia                       | Melbourne                                                                                               | nội địa |
| Tiger Airways                                 | Singapore                                                                                               | quốc tế |
| Vincent Aviation                              | Groote Eylandt, Cairns                                                                                  | nội địa |
| Virgin Blue                                   | Brisbane, Melbourne (cuối tháng 8 năm 2008 )                                                            | nội địa |